# رولاند غونزاليس
رولاند غونزاليس (بالإسبانية: Rolando González)‏ هو لاعب كرة قدم مكسيكي، ولد في 26 يناير 1993.

## وصلات خارجية
- رولاند غونزاليس على موقع قاعدة بيانات كرة القدم.إي يو (الإنجليزية)
- رولاند غونزاليس على موقع Soccerway.com (الإنجليزية)